# Poecilopsis connexa
Poecilopsis connexa är en fjärilsart som beskrevs av Harrison. Poecilopsis connexa ingår i släktet Poecilopsis och familjen mätare. Inga underarter finns listade i Catalogue of Life.